# Long Island Nets 2016-2017
La stagione 2016-17 dei Long Island Nets fu la 1ª nella NBA D-League per la franchigia.
I Long Island Nets arrivarono quinti nella Atlantic Division con un record di 17-33, non qualificandosi per i play-off.

## Roster
|    | Naz.                   | Ruolo | Sportivo             | Anno | Alt. | Peso |  |
| -- | ---------------------- | ----- | -------------------- | ---- | ---- | ---- |  |
| 0  | Panama (bandiera)      | A     | Gary Forbes          | 1985 | 201  | 100  |  |
| 0  | Regno Unito (bandiera) | C     | Prince Ibeh          | 1994 | 208  | 118  |  |
| 1  | Stati Uniti (bandiera) | A     | Chris McCullough     | 1995 | 206  | 98   |  |
| 2  | Stati Uniti (bandiera) | A     | Trahson Burrell      | 1992 | 201  | 86   |  |
| 4  | Stati Uniti (bandiera) | A     | Taurean Prince       | 1994 | 203  | 100  |  |
| 5  | Stati Uniti (bandiera) | G     | Devin Brooks         | 1992 | 185  | 73   |  |
| 5  | Stati Uniti (bandiera) | G     | Tim Quarterman       | 1994 | 196  | 86   |  |
| 7  | Stati Uniti (bandiera) | G     | Donnie McGrath       | 1987 | 193  | 86   |  |
| 8  | Stati Uniti (bandiera) | G     | Carrick Felix        | 1990 | 198  | 92   |  |
| 9  | Stati Uniti (bandiera) | A     | Beau Beech           | 1994 | 201  | 98   |  |
| 10 | Francia (bandiera)     | G     | Boris Dallo          | 1994 | 196  | 95   |  |
| 11 | Stati Uniti (bandiera) | G     | Yogi Ferrell         | 1993 | 183  | 81   |  |
| 12 | Stati Uniti (bandiera) | A     | Dwayne Polee         | 1992 | 201  | 93   |  |
| 13 | Canada (bandiera)      | A     | Anthony Bennett      | 1993 | 203  | 111  |  |
| 16 | Senegal (bandiera)     | AC    | Wally Niang          | 1996 | 206  | 100  |  |
| 20 | Stati Uniti (bandiera) | A     | Mike Scott           | 1988 | 203  | 108  |  |
| 25 | Panama (bandiera)      | A     | Akil Mitchell        | 1992 | 203  | 107  |  |
| 31 | Stati Uniti (bandiera) | G     | Trevor Cooney        | 1992 | 193  | 88   |  |
| 32 | Stati Uniti (bandiera) | A     | Lazar Hayward        | 1986 | 198  | 102  |  |
| 28 | Stati Uniti (bandiera) | G     | R.J. Hunter          | 1993 | 196  | 84   |  |
| 33 | Mali (bandiera)        | AC    | Cheick Diallo        | 1996 | 206  | 100  |  |
| 34 | Stati Uniti (bandiera) | A     | Cliff Alexander      | 1995 | 203  | 108  |  |
| 44 | Stati Uniti (bandiera) | GA    | J.J. Moore           | 1991 | 198  | 98   |  |
| 55 | Lituania (bandiera)    | C     | Egidijus Mockevičius | 1992 | 208  | 108  |  |

## Staff tecnico
- Allenatore: Ronald Nored
- Vice-allenatori: Ryan Gomes, Pat Rafferty